# Semiothisa assimilis
Semiothisa assimilis là một loài bướm đêm trong họ Geometridae.